# Північний Кент
Північний Кент (англ. North Kent Island) — один із островів у складі островів Паррі з групи островів Королеви Єлизавети Канадського Арктичного архіпелагу, що у водах Північного Льодовитого океану. Адміністративно належить до території Нунавут Канади.

## Географія
Острів розташований між північно-західним узбережжям острова Девон та південно-західним берегом острова Елсмір. Від першого острів відокремлений протокою Кардіган, від другого — протокою Гелл-Гейт. На півночі омивається водами Норвезької затоки, на півдні — протокою Фрам між островами Елсмір та Девон. Має видовжену з північного заходу на південний схід форму, з потовщенням на півночі. Довжина — 40,5 км, ширина від 10,5 км на півдні до 21 км на півночі. Острів височинний, вкритий льодовиком.

## Топоніми
Миси:
- на півдні — Макартні, Принса Едварда, Рококо, Фолк;
- на сході — Твін-Ріверс, Стром;
- на заході — Барнетта, Бекс;
- на півночі — Бургон, Де-Лейсі.

Затоки:
- на сході — Лер;
- на заході — Унсенк;
- на півдні — Родберг.